# Wolfstein József
Wolfstein József (Károlyváros, Horvátország, 1773. június 29. – Buda, 1859. április 18.) filozófiai doktor, matematikus, egyetemi tanár.

## Élete
Horvátországban született. Édesapjának – aki tanácsbeli és város bírája volt – szerfelett szigorú bánásmódja miatt a szülei házat már fiatalon elhagyta, és Itáliába ment. Itt családi segítség nélkül a páduai egyetemen tanult. Alessandro Volta és Lazzaro Spallanzani tanítványa volt és a matematikai tanulmányokból a vizsgálatokat letéve Magyarországra jött. Tudománya és műveltsége feltünt (beszélt és írt több mint tíz nyelven), galánthai gróf Eszterházy Mihálynak, aki titkárának fogadta és pártfogásával 1797-ben az eszéki gimnáziumban tanár, 1803 körül a kassai jogakadémián a matematika tanára lett. 1818-ban a pesti egyetemen a felsőbb mennyiségtan rendkívüli, 1832. augusztus 20-án rendes tanárának nevezték ki és itt 1848-ig működött. 1848-ban királyi tanácsosi címre terjesztették fel, amit azonban a későbbi események folytán nem kapott meg.
Több ízben volt dékán és az egyetemi rektori méltóságot is viselte. József főherceg nádor különös kegyére méltatta, csaknem mindennapos vendég volt a házánál és többször, különösen iskola ügyekben tanácsát is kikérte. 1859-ben hunyt el Budán 85 éves korában.

## Művei
- Positiones ex mathesi pura, ex institutionibus... Cassoviae, 1803.
- Positiones ex mathesi pura. Cassoviae, 1806.
- Positiones ex algebra. Cassoviae, 1807. és 1808. Két füzet.
- Positiones ex mathesi applicata. Cassoviae, 1808.
- Positiones ex geometria. Cassoviae, 1808.
- Introductio in theoriam motus. Cassoviae. 1809.
- Elementa geometriae purae. Cassoviae, 1811. Két tábla rajzzal.
- Elementa trigonometriae utriusque. Cassoviae, 1811. Egy tábla rajzzal.
- Introductio in mathesim puram. Pestini, 1830., 1832. Öt tábla rajzzal. (2. kiadás. Buda, 1838.)